# Quận Washington, Minnesota
Quận Washington là một quận Minnesota, Hoa Kỳ. Quận lỵ đóng ở Stillwater6. Theo điều tra dân số năm 2000 của Cục điều tra dân số Hoa Kỳ, quận có dân số 201.130 người 2. Quận được lập năm 1849 từ 9 quận cũ khi Lãnh thổ Minnesota được tổ chức năm 1849. Quận được chính thức lập ngày 27/10/1849 và đặt tên theo George Washington.

## Địa lý
Theo Cục điều tra dân số Hoa Kỳ, quận có diện tích tổng cộng 1096 km2, trong đó có 81 km2 là diện tích mặt nước.
| - Interstate 35 - Interstate 94 - Interstate 494 - Interstate 694 - U.S. Highway 8 - U.S. Highway 10 - U.S. Highway 12 - U.S. Highway 61 | - Minnesota State Highway 5 - Minnesota State Highway 36 - Minnesota State Highway 95 - Minnesota State Highway 96 - Minnesota State Highway 97 - Minnesota State Highway 120 - Minnesota State Highway 244 |

### Quận giáp ranh
- Quận Chisago (bắc)
- Quận Polk, Wisconsin (đông bắc)
- Quận St. Croix, Wisconsin (đông bắc)
- Quận Pierce, Wisconsin (đông nam)
- Quận Dakota (tây nam)
- Quận Ramsey (tây)
- Quận Anoka (tây bắc)

## Thông tin nhân khẩu
Theo điều tra dân số 2 năm 2000, quận đã có dân số 201.130 người, 71.462 hộ gia đình, và 54.668 gia đình sống trong quận hạt. Mật độ dân số là 514 người trên một dặm vuông (198/km ²). Có 73.635 đơn vị nhà ở mật độ trung bình trong số 188 trên một dặm vuông (73/km ²). Cơ cấu chủng tộc của quận bao gồm 93,63% người da trắng, 1,83% da đen hay Mỹ gốc Phi, 0,39% người Mỹ bản xứ, 2,14% châu Á, Thái Bình Dương 0,03%, 0,60% từ các chủng tộc khác, và 1,37% từ hai hoặc nhiều chủng tộc. 1,94% dân số là người Hispanic hay Latino thuộc một chủng tộc nào. 32,7% là của Đức, Na Uy 11,1%, Ailen 9,8% và 7,5% gốc Thụy Điển theo điều tra dân số năm 2000.

Theo điều tra dân số Hoa Kỳ, quận có tổng cộng 71.462 hộ, trong đó 41,60% có trẻ em dưới 18 tuổi sống chung với họ, 64,80% là đôi vợ chồng sống với nhau, 8,50% có một chủ hộ nữ với chồng không có mặt, và 23,50% là các gia đình không. 18,70% hộ gia đình đã được tạo ra từ các cá nhân và 5,40% có người sống một mình 65 tuổi hoặc lớn tuổi hơn là người. Cỡ hộ trung bình là 2,77 và cỡ gia đình trung bình là 3,19.
Trong quận, độ tuổi dân cư được trải ra với 29,40% dưới độ tuổi 18, 6,80% 18-24, 32,90% 25-44, 23,20% từ 45 đến 64, và 7,60% từ 65 tuổi trở lên người. Độ tuổi trung bình là 35 năm. Đối với mỗi 100 nữ có 98,80 nam giới. Đối với mỗi 100 nữ 18 tuổi trở lên, đã có 96,80 nam giới.
Thu nhập trung bình cho một hộ gia đình trong quận đạt 66.305 USD, và thu nhập trung bình cho một gia đình là 74.576 USD (các con số này đã tăng lên 78.067 USD và 90.867 USD tương ứng là của một ước tính năm 2007). Phái nam có thu nhập trung bình 49.815 USD so với 33.804 USD của phái nữ. Thu nhập bình quân đầu người là 28.148 USD. Giới 2,00% của các gia đình và 2,90% dân số sống dưới mức nghèo khổ, trong đó có 3,50% những người dưới 18 tuổi và 4,10% của những người 65 tuổi hoặc hơn.